# Run Devil Run
Pour la chanson de Girls' Generation, voir Run Devil Run (chanson).
Albums de Paul McCartney
Paul McCartney's Standing Stone
(1997) Working Classical
(1999)
Singles
1. No Other Baby/Brown Eyed Handsome Man et Fabulous (en))
Sortie : 25 octobre 1999

Run Devil Run est le 11e album studio de Paul McCartney, sorti en 1999. C'est le premier publié sous son nom après la mort de sa première épouse, Linda. Déstabilisé par ce choc, il préfère ne pas se livrer à l'écriture de chansons sur ses sentiments et se replonge dans les vieilles chansons rock 'n' roll de sa jeunesse. Plutôt que de choisir des titres connus, il tourne son dévolu sur des faces B de singles et autres chansons oubliées, auxquelles il ajoute trois compositions de son cru dans la même veine, soit la pièce-titre, Try Not To Cry et What It Is.

## Enregistrement
Pour cet album, Paul McCartney a fait appel à des musiciens de sa génération, dont David Gilmour du groupe Pink Floyd, qu'il connaît déjà pour avoir joué avec lui sur des albums des Wings, comme Back to the Egg et Give My Regards to Broad Street. Geraint Watkins et Pete Wingfield aux claviers ainsi que Chris Hall à l'accordéon. Il invite aussi les batteurs Ian Paice de Deep Purple et Dave Mattacks de Fairport Convention. Il enregistre dans les studios Abbey Road de Londres si familiers, avec son ancien complice du temps des Beatles, Geoff Emerick comme ingénieur du son. Le tout réalisé dans des conditions de spontanéité qui rappellent à McCartney ses débuts.

## Single
Un seul single est publié le 25 octobre avec, sur la face A, la chanson No Other Baby. Chose rarissime, la face B possède deux chansons; la première est Brown Eyed Handsome Man tirée de l'album et la seconde est une chanson inédite intitulée Fabulous qui sera éventuellement disponible sur itunes.

## Réception
L'album est plébiscité par la critique qui apprécie notamment le choix de chansons peu connues, qui lui évite la comparaison avec d'autres albums de reprises comme Rock 'n' Roll de John Lennon. En revanche, les ventes sont moins bonnes que pour ses albums précédents et Run Devil Run se classe seulement douzième au Royaume-Uni (où il est disque d'or) et 27e aux États-Unis,.

## Liste des chansons
1. Blue Jean Bop (Gene Vincent / Hal Levy) – 1:57
2. She Said Yeah (Larry Williams) – 2:07
3. All Shook Up (Otis Blackwell / Elvis Presley) – 2:06
4. Run Devil Run (Paul McCartney) – 2:36
5. No Other Baby (Dickie Bishop / Bob Watson) – 4:18
6. Lonesome Town (Baker Knight) – 3:30
7. Try Not to Cry (Paul McCartney) – 2:41
8. Movie Magg (en) (Carl Perkins) – 2:12
9. Brown Eyed Handsome Man (Chuck Berry) – 2:27
10. What It Is (Paul McCartney) – 2:23
11. Coquette (en) (Johnny Green / Carmen Lombardo / Gus Kahn) – 2:43
12. I Got Stung (David Hill / Aaron Schroeder) – 2:40
13. Honey Hush (en) (Joe Turner) – 2:36
14. Shake a Hand (en) (Joe Morris) – 3:52
15. Party (Jessie Mae Robinson) – 2:38
16. Fabulous (en) (Bernie Lowe, Kal Mann) 2:16 - Face B de No Other Baby, disponible via iTunes

## Fiche technique

### Interprètes
- Paul McCartney : chant (1-15), basse (1-15), guitare acoustique (8), guitare électrique (4, 9-11, 14) percussions (7)
- David Gilmour : guitare électrique (1-14), guitare lap steel (4), chœurs (3, 5, 6)
- Mick Green : guitare électrique (1-14)
- Geraint Watkins : piano (6, 7, piano électrique (3, 6, 7)
- Pete Wingfield : piano (2, 4, 6, 10-12, 14, 15) piano électrique (3, 13), orgue Hammond (5, 14))
- Chris Hall : accordéon (9)
- Ian Paice : batterie (1, 2, 4-6, 8-15), Percussion (8, 9)
- Dave Mattacks : batterie (1, 3, 7), Percussion (6, 7)

## Production
- Chris Thomas, Paul McCartney : Production
- Geoff Emerick, Paul Hicks : Ingénieurs
- Steve Rooke : Mastering